# Debbie Bont
Debbie Bont (* 9. Dezember 1990 in Volendam) ist eine niederländische Handballspielerin.

## Karriere
Debbie Bont spielte in den Niederlanden beim HC Volendam und später beim VOC Amsterdam. Mit Amsterdam gewann sie 2008, 2009 und 2010 die Meisterschaft, 2009 und 2010 den Pokal und 2008 und 2010 den niederländischen Supercup. Ab Januar 2012 spielte die 1,74 Meter große Rechtsaußen beim dänischen Verein FC Midtjylland Håndbold, von wo sie zur Saison 2012/13 in die deutsche Handball-Bundesliga zum HC Leipzig wechselte. Mit Leipzig gewann sie 2014 den DHB-Pokal. In der Saison 2014/15 lief sie für den niederländischen Erstligisten SV Dalfsen auf. Ab Juli 2015 stand sie beim dänischen Erstligisten København Håndbold unter Vertrag. Mit København Håndbold gewann sie 2018 die dänische Meisterschaft. Zur Saison 2020/21 wechselte sie zum französischen Erstligisten Metz Handball. Mit Metz gewann sie 2022 und 2023 die französische Meisterschaft sowie 2022 und 2023 den französischen Pokal. Nach der Saison 2022/23 verließ sie den Verein.
Debbie Bont bestritt 216 Länderspiele für die niederländische Nationalmannschaft, in denen sie 425 Tore erzielte. Sie nahm an den Europameisterschaften 2010, 2014, 2016, 2018 und 2020 sowie den Weltmeisterschaften 2011, 2013, 2015, 2017, 2019 und 2021 teil. Bont gewann die Silbermedaille bei der Weltmeisterschaft 2015 und bei der Europameisterschaft 2016 sowie die Bronzemedaille bei der Weltmeisterschaft 2017 und bei der Europameisterschaft 2018. Bei der Weltmeisterschaft 2019 gewann sie im Finale gegen die spanische Auswahl den WM-Titel. Mit der niederländischen Auswahl nahm sie an den Olympischen Spielen in Tokio teil.
Bont übernimmt im Juni 2024 das Traineramt des niederländischen Erstligisten Garage Kil/Volendam.